# Батумський тролейбус
Батумський троле́йбус — закрита тролейбусна система в столиці Автономної Республіки Аджарії Батумі (Грузія), що існувала з 6 листопада 1978 по 2005 роки.

## Історія
Тролейбусний рух в місті Батумі було відкрито 6 листопада 1978 року. Станом на 1993 рік в місті існувало три маршрути загальною протяжністю 41 км. 1993 року, через нерентабельність, скасований тролейбусний маршрут № 3. Маршрут № 1 припинив існування у 2002 році. Тролейбусний маршрут № 2 між центром Батумі і селищем Хелвачаурі був скасований останнім у 2005 році, при цьому він жодного разу за всю історію не змінював свою трасу. Перед закриттям тролейбусної системи випуск становив 2-3 машини, відповідно, і були збільшені інтервали руху.

## Маршрути
Всього існувало 3 тролейбусних маршрутів, які з'єднували центр Батумі з його передмістями та довколишніми селами. З 1986 по 1991 роки замість маршруту № 1 існував змінений тролейбусний маршрут № 1А.
| Перелік тролейбусних маршрутів м. Батумі | Перелік тролейбусних маршрутів м. Батумі                 | Перелік тролейбусних маршрутів м. Батумі | Перелік тролейбусних маршрутів м. Батумі |
| №                                        | Початковий пункт                                         | Кінцевий пункт                           | Роки існування                           |
| ---------------------------------------- | -------------------------------------------------------- | ---------------------------------------- | ---------------------------------------- |
| 1                                        | Вулиця Леонідзе с. Морський вокзал Центральний універмаг | с. Махінджаурі                           | 1980—1986 1991—1994 1994—2002            |
| 1А                                       | Дитяча лікарня                                           | с. Махінджаурі                           | 1986—1991                                |
| 2                                        | Тбіліська площа                                          | с. Хелвачаурі                            | 1978—2005                                |
| 3                                        | Тбіліська площа                                          | Вулиця Леонідзе                          | 1991—1993                                |

## Особливості руху
Організація руху в Батумі була за принципом маршрутного таксі. Тобто, у міжпіковий період по декілька машин маршрутів № 1 та 2 перебували на кінцевих зупинках. На кінцевій зупинці у центрі, що біля ринку, гуртувалися всі маршрути. Коли першою машиною в черзі маршруту № 2 треба було відправлятися, штанги переставлялися на ліву лінію. За нею вже їхала машина маршруту № 1. У черзі стояли зазвичай не тільки «двійки», а й «одинички», для яких Тбіліська площа була проміжною зупинкою. Якщо пасажиру треба було їхати далі Тбіліської площі, то він по прибуттю тролейбуса просто переходив в першу у черзі машину маршруту № 1.

## Оплата проїзду
Оплата проїзду здійснювалася водієві, хоча у всіх машинах (Škoda та ЗіУ) були встановлені невикористовувані «каси-скарбнички». Принцип був простий: «Кращий контролер — совість пасажира». На зупинках відкривалися всі двері. Ті пасажири, що заходили через середні або задні двері, підходили до водія, сплачували проїзд і після цього виходили з тролейбусу. Зазвичай у тролейбусах ЗіУ-682 на панелі просто лежали монети і кожен сам клав гроші і брав здачу самостійно. Втім, якщо пасажир вийшов з тролейбусу і не заплатив за проїзд, теж нікого не напружувало.

## Рухомий склад
В місті Батумі експлуатувалися такі типи моделей тролейбусів.
| Рухомий склад               | Рухомий склад | Рухомий склад     |
| Тип моделі                  | Кількість     | Роки експлуатації |
| --------------------------- | ------------- | ----------------- |
| Škoda 9Tr Škoda 9TrH27      | 16            | 1978—2005         |
| Škoda 14Tr02                | 2             | 1989—2005         |
| ЗіУ-682В ЗіУ-682В-012 [ВОА] | ~ 60          | 1980—2005         |